# 후쿠온지역
후쿠온지역(일본어: 福音寺駅)은 일본 에히메현 마쓰야마시에 위치한 이요 철도 요코가와라 선의 철도역이다. 역 번호는 IY 13이며, 단선 승강장 1면 1선의 구조를 갖춘 지상역이다.

## 타는 곳
| 1 | ■ 요코가와라 선 | 상행 | 마쓰야마시 방면                     |
| 1 | ■ 요코가와라 선 | 하행 | 구메 · 우메노모토 · 요코가와라 방면 |

## 역 주변
- 국도 제11호선
- 이요테쓰 스포츠 센터

## 역사
- 1968년 1월 1일 : 개업.
- 2010년 2월 15일 : 배리어 프리화 공사가 완성해, 경사 운용 개시.

## 인접 역
| 이요 철도 요코가와라 선            | 이요 철도 요코가와라 선 | 이요 철도 요코가와라 선        |
| ---------------------------------- | ----------------------- | ------------------------------ |
| IY 12 이요타치바나 마쓰야마시 방면 | ■ 요코가와라 선         | 기타쿠메 IY 14 요코가와라 방면 |